# Campionati del mondo di corsa in montagna 1990
I Campionati del mondo di corsa in montagna 1990 si sono disputati a Telfes im Stubai, in Austria, il 15 settembre 1990 sotto il nome di "World Trophy". Il titolo maschile è stato vinto da Costantino Bertolla, quello femminile da Beverly Redfern. A livello maschile è stato disputato pure un "World Trophy" sulla distanza ridotta "Short".

## Uomini Seniores "Long distance"
Individuale
| Pos.    | Atleta              | Nazione        | Tempo    |
| ------- | ------------------- | -------------- | -------- |
| Oro     | Costantino Bertolla | Italia         | 1h15'27" |
| Argento | Florian Stern       | Austria        | 1h16'20" |
| Bronzo  | Luigi Bortoluzzi    | Italia         | 1h16'27" |
| 4       | Peter Schatz        | Austria        | 1h16'33" |
| 5       | Jairo Correa        | Colombia       | 1h16'55" |
| 6       | Hans Jörg Randl     | Austria        | 1h17'26" |
| 7       | Fabio Ciaponi       | Italia         | 1h18'12" |
| 8       | Jean Paul Payet     | Francia        | 1h18'15" |
| 9       | Jay Johnson         | Stati Uniti    | 1h18'33" |
| 10      | Wolfgang Münzel     | Germania Ovest | 1h18'45" |

Squadre
| Pos.    | Squadra        | Punti |
| ------- | -------------- | ----- |
| Oro     | Italia         | 11    |
| Argento | Austria        | 12    |
| Bronzo  | Germania Ovest | 39    |

## Uomini Seniores "Short distance"
Individuale
| Pos.    | Atleta              | Nazione        | Tempo  |
| ------- | ------------------- | -------------- | ------ |
| Oro     | Severino Bernardini | Italia         | 41'56" |
| Argento | Fausto Bonzi        | Italia         | 42'10" |
| Bronzo  | Lucio Fregona       | Italia         | 42'26" |
| 4       | Dieter Ranftl       | Germania Ovest | 43'12" |
| 5       | Bashir Hussain      | Inghilterra    | 43'14" |
| 6       | Robin Bergstrand    | Inghilterra    | 43'45" |
| 7       | Giovanni Rossi      | Italia         | 43'54" |
| 8       | Michael Chramov     | Russia         | 44'33" |
| 9       | Colin Donnelly      | Scozia         | 44'34" |
| 10      | Renatus Birrer      | Svizzera       | 44'40" |

Squadre
| Pos.    | Squadra        | Punti |
| ------- | -------------- | ----- |
| Oro     | Italia         | 6     |
| Argento | Inghilterra    | 23    |
| Bronzo  | Germania Ovest | 47    |

## Uomini Juniores
Individuale
| Pos.    | Atleta           | Nazione        | Tempo  |
| ------- | ---------------- | -------------- | ------ |
| Oro     | Markus Kröll     | Austria        | 33'40" |
| Argento | Gavin Bland      | Inghilterra    | 33'49" |
| Bronzo  | Ulrich Steidl    | Germania Ovest | 33'55" |
| 4       | Yuri Tschurakow  | Russia         | 34'08" |
| 5       | Danilo Bosio     | Italia         | 34'22" |
| 6       | Mark Rice        | Inghilterra    | 34'25" |
| 7       | Christian Nemeth | Belgio         | 34'28" |
| 8       | Wladimir Golias  | Russia         | 34'30" |
| 9       | Simone Pagani    | Italia         | 34'34" |
| 10      | Colin De Burca   | Irlanda        | 34'42" |

Squadre
| Pos.    | Squadra     | Punti |
| ------- | ----------- | ----- |
| Oro     | Russia      | 24    |
| Argento | Italia      | 27    |
| Bronzo  | Inghilterra | 29    |

## Donne Seniores
Individuale
| Pos.    | Atleta             | Nazione     | Tempo  |
| ------- | ------------------ | ----------- | ------ |
| Oro     | Beverly Redfern    | Scozia      | 36'36" |
| Argento | Maria Cocchetti    | Italia      | 37'35" |
| Bronzo  | Eroica Spiess      | Svizzera    | 37'54" |
| 4       | Rumyana Panovska   | Bulgaria    | 38'04" |
| 5       | Sarah Rowell       | Inghilterra | 38'15" |
| 6       | Isabelle Guillot   | Francia     | 38'24" |
| 7       | Elisabeth Rust     | Austria     | 38'38" |
| 8       | Antonella Molinari | Italia      | 38'46" |
| 9       | Mariko Ducret      | Svizzera    | 39'01" |
| 10      | Gaby Schütz        | Svizzera    | 39'28" |

Squadre
| Pos.    | Squadra  | Punti |
| ------- | -------- | ----- |
| Oro     | Svizzera | 22    |
| Argento | Italia   | 25    |
| Bronzo  | Scozia   | 30    |

## Medagliere
| Posizione | Paese          | Oro | Argento | Bronzo | Totale |
| --------- | -------------- | --- | ------- | ------ | ------ |
| 1         | Italia         | 4   | 4       | 2      | 10     |
| 2         | Austria        | 1   | 2       | 0      | 3      |
| 3         | Scozia         | 1   | 0       | 1      | 2      |
| 3         | Svizzera       | 1   | 0       | 1      | 2      |
| 5         | Russia         | 1   | 0       | 0      | 1      |
| 6         | Inghilterra    | 0   | 2       | 1      | 3      |
| 7         | Germania Ovest | 0   | 0       | 3      | 3      |